# 丹老镇区
丹老镇区，又译墨吉镇区，为缅甸德林达依省丹老县的镇区。2014年人口284,489人，区域面积1,216.8平方公里。该镇区下分205个村庄。丹老为该镇区之首府。